# Gilman (Illinois)
Gilman è un comune degli Stati Uniti d'America, situato in Illinois, nella Contea di Iroquois.